# هوكر تورنادو
هوكر تورنادو (بالإنجليزية: Hawker Tornado)‏ هي طائرة مقاتلة أنتجت في المملكة المتحدة. من صناعة طائرات هوكر. كانت تستخدم بشكل أساسي من قبل سلاح الجو الملكي. كان أول طيران لها في 6 أكتوبر 1939.